# Leonid Iwanowitsch Dobytschin

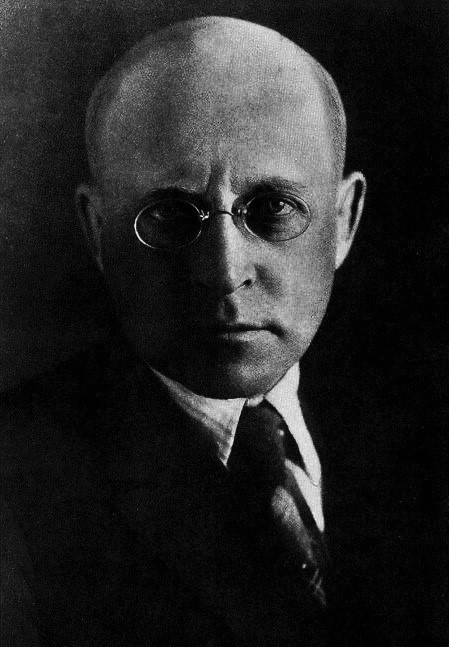
Leonid Dobytschin

Leonid Iwanowitsch Dobytschin (russisch Леонид Иванович Добычин; * 5. Junijul. / 17. Juni 1894greg. in Ludza, Gouvernement Witebsk; † 25. März 1936 oder später, wahrscheinlich in Leningrad) war ein der Avantgarde zugerechneter russischer Prosa-Schriftsteller.

## Leben
Leonid Dobytschin war der Sohn eines Arztes und einer Hebamme. Er wuchs in Dünaburg auf und erhielt die Möglichkeit, Abitur zu machen. Er hinterließ ein vergleichsweise schmales Werk, durch das er in Konflikt zur offiziellen Literatur der Sowjetunion geriet, deren Zukunftsvision er sich nicht zum Programm machen konnte. Sein Roman Die Stadt N., der heute als eine Enzyklopädie des Lebens in Dvinsk/Dünaburg/Daugavpils zu Beginn des 20. Jahrhunderts gilt, wurde von der stalinistischen Kritik als „formalistisch“ bezeichnet. Nach einer Sitzung des Leningrader Schriftstellerverbandes, auf der dieser Vorwurf diskutiert worden war, verschwand Dobytschin am 26. März 1936. Er hinterließ einem Freund einen Brief, in dem er ihn bat, mit dem dem Schreiben beigelegten Geld einige Schulden zu begleichen, denn er gehe „weit weg“. Seither hat man nichts mehr von ihm gehört; seine Leiche wurde nie gefunden.

## Werke
- Vstretschi s Lis (Встречи с Лиз), Leningrad 1927
- Portret (Портрет), Leningrad 1931
- Gorod N. (Город Эн), Moskau 1936
- Isbrannaja prosa (Ausgewählte Prosa), 2 Bd., New York 1984
- Gorod N.: rasskasy (Город Эн: рассказы), Moskau 1989.
- Raskoldowannyj krug: Wassilij Andrejew, Nikolaj Barschew, Leonid Dobytschin (Расколдованный круг: Василий Андреев, Николай Баршев, Леонид Добычин), Leningrad 1990.
- Gorod N. // Trudnyje powesti. 30-e gody (Город Эн // Трудные повести. 30—е годы: рассказы) Moskau 1992.
- Polnoje sobranije sotschinenij i pisem (Полное собрание сочинений и писем), St. Petersburg 1999.
- Gorod N. (Город Эн), Daugavpils: Daugavpils Universitātes Akadēmiskais apgāds «Saule», 2007. — (Bibliotheca Latgalica). ISBN 978-9984-14-354-5.

## Deutsche Ausgaben
- Die Stadt N. Mit einem Vorwort von Wenjamin Kawerin. Aus dem Russischen übersetzt und mit Anmerkungen versehen von Gabriele Leupold. S. Fischer, Frankfurt am Main 1989, ISBN 3-100-15502-5.
- Teetrinken. Aus dem Russischen von Alfred Frank. Reclam, Leipzig 1992, ISBN 3-379-01444-3.
- Im Gouvernement S. Šurkas Verwandtschaft. Aus dem Russischen übersetzt, herausgegeben und mit einem Nachwort von Peter Urban. Friedenauer Presse, Berlin 1996, ISBN 3-921592-96-8.
- Evdokija. Eine Erzählung. Aus dem Russischen von Peter Urban. Friedenauer Presse, Berlin 2008, ISBN 978-3-932109-57-7.[3]
- Die Stadt N. Aus dem Russischen übersetzt, herausgegeben und mit einem Nachwort von Peter Urban. Friedenauer Presse, Berlin 2009, ISBN 978-3-932109-61-4.[4]
- Die Erzählungen. Aus dem Russischen übersetzt und herausgegeben von Peter Urban. Friedenauer Presse, Berlin 2013, ISBN 978-3-932109-80-5.